# كلاوديو كيشيرو
كلاوديو أندري كيشيرو (رومانية: Claudiu-Andrei Keșerü؛ مواليد 2 ديسمبر 1986) هو لاعب كرة قدم روماني، يلعب بدوري نجوم قطر مع نادي الغرافة الرياضي كمُهاجم، وقائد سابق لمنتخب رومانيا تحت سن 21 لكرة القدم. يجيد اللعب بالقدم اليُسرى.

## مسيرته الكروية
بدأ نشأته في أكاديمية نادي بيهور أوراديا
نادي نانت .

## روابط خارجية
- كلاوديو كيشيرو على موقع الاتحاد الدولي (مؤرشف)  (الإنجليزية)
- كلاوديو كيشيرو على موقع الاتحاد الأوربي (الإنجليزية)
- كلاوديو كيشيرو على موقع رابطة كرة القدم الفرنسية للمحترفين (الإنجليزية)
- كلاوديو كيشيرو على موقع قاعدة بيانات كرة القدم.إي يو (الإنجليزية)
- كلاوديو كيشيرو على موقع ليكيب (الفرنسية)
- كلاوديو كيشيرو على موقع ناشيونال فوتبول تيمز (الإنجليزية)
- كلاوديو كيشيرو على موقع Soccerway.com (الإنجليزية)
- كلاوديو كيشيرو على موقع عالم كرة القدم.نت (الإنجليزية)
- كلاوديو كيشيرو على موقع AS.com (الإسبانية)